# The Leek Vol. 7
The Leek Vol. 7 è il trentaquattresimo mixtape del rapper statunitense Chief Keef, pubblicato il 18 gennaio 2019 dalle etichette discografiche Glo Gang e RBC Records.

## Tracce
1. High As Fuck – 2:20
2. Jet Li (feat. Gucci Mane) – 2:36
3. Eat – 3:41
4. Zero To 250 – 3:27
5. Bands – 3:15
6. A$ap Rocky – 3:10
7. Fair – 3:14
8. Sleepy – 2:15
9. Worries – 2:29
10. Wet – 2:09
11. Where – 3:32
12. Need It – 3:31